# Calvaire (Essex) Military Cemetery
Calvaire (Essex) Military Cemetery is een Britse militaire begraafplaats met gesneuvelden uit de Eerste Wereldoorlog, gelegen in het Belgische dorp Ploegsteert, (Komen-Waasten). De begraafplaats ligt 1,7 km ten zuidoosten van dorpscentrum. Ze werd ontworpen door George Goldsmith en heeft een min of meer L-vormig grondplan, grotendeels afgeboord door een bakstenen muur. Het Cross of Sacrifice staat vlak bij de toegang.
Er liggen 218 Britten begraven.

## Geschiedenis
De begraafplaats werd aangelegd naast een gebouw dat door de Britten Essex House werd genoemd en is een typisch voorbeeld van een regimentsbegraafplaats.
De 2nd Essex en de 2nd Monmouthshire Regiments startten hier in november 1914 met het begraven van hun doden. Daarna volgden de  9th Royal Fusiliers en het 11th Middlesex Regiment, dan het 7th Suffolk en het 9th Essex Regiment en daarna het 6th Buffs, het 1/7th en het 1/8th Worcestershire Regiment. Ten slotte werd de begraafplaats door het 11th Queen's Royal West Surrey en het 10th Royal West Kent Regiment voltooid in juli 1916. Later werden nog 2 slachtoffers bijgezet. Tijdens het Duitse lenteoffensief in het voorjaar van 1918 werd het gebied van 10 april tot 29 september door hen bezet.

## Graven

### Onderscheiden militairen
- Gerald Charles Binsteed, majoor bij het Essex Regiment werd onderscheiden met het Military Cross (MC).
- J. Beagin, korporaal bij het Worcestershire Regiment werd onderscheiden met de Distinguished Conduct Medal (DCM).

### Minderjarige militairen
- schutter John Francis Saunders en de soldaten Arthur William Day, John Seaman en H. Shaw waren 16 jaar oud toen ze sneuvelden.
- de soldaten Stephen Alfred Barnes, A. Hill, Arthur Frederick Huckstep en Albert John Leat waren 17 jaar toen ze sneuvelden.